# Faye Resnick
Faye Denise Resnick, née le 3 juillet 1957, est une personnalité de télévision américaine, auteure et designer d'intérieur. Elle est surtout connue pour avoir été impliquée dans l'affaire O. J. Simpson et pour ses multiples apparitions dans la télé-réalité Les Real Housewives de Beverly Hills.

## Enfance et études
Faye Resnick est née le 3 juillet 1957, dans une famille de quatre enfants. Sa mère était d'origine espagnole et italienne. Son père, d'origine allemande, les a abandonnés lorsque Faye Resnick était encore très jeune. Faye Resnick a même affirmé que son père la battait.
Selon Faye Resnick, sa mère ignorait les déferlements de colère de son mari. De jour, sa mère était infirmière, tandis que de nuit, elle était journaliste en herbe. Devenue plus tard témoin de Jéhovah, elle rendit l'enfance de Faye Resnick encore plus chaotique.[réf. nécessaire]
Faye Resnick décrivit sa mère comme une fanatique religieuse et c'est la raison pour laquelle elle quitta le domicile familial pour vivre avec sa tante dans la région de la baie de San Francisco, où elle fut couronnée « Demoiselle de Hayward » en 1975, comme le prouve une photographie publiée dans la presse où l'on peut la voir au bord des larmes. Ce fut une étape décisive de la vie de Faye Resnick : cela lui redonna confiance en elle et lui inspira quelques idées de carrière, comme elle l'affirma[réf. nécessaire].
Elle affirme également avoir suivi des cours de droit dans un collège communautaire, bien que l'organisation qu'elle dit avoir dirigée n'en ait aucune trace[réf. nécessaire].

## Vie privée
Faye Resnick a été mariée et divorcée trois fois et a une fille, comme le rapporte le magazine People.
Le couple Resnick acheta l'ancienne maison de Michael Eisner pour 1,3 million de dollars et c'est ainsi que Faye devint un membre actif de la société mondaine de Beverly Hills. Comme le rapporte David Margolick, journaliste au New York Times, c'est à cette époque que Faye Resnick devint toxicomane.
Faye et Paul Resnick, un riche rénovateur d'hôtels, divorcèrent à l'amiable en 1991,. La fille de Paul Resnick, Jackie, déclara que Faye fut la pire des cinq ex-femmes de son père et que celle-ci mit tout en œuvre pour fragiliser sa relation avec lui. Pourtant, elle revint sur ses déclarations et affirma qu'elle ne pouvait pas tenir Faye pour responsable de la relation tendue qu'elle entretient avec son père et qu'elle n'avait pour Faye que de l'amour et du respect.
Au cours des huit années précédant le mois de novembre 1994, Faye Resnick, toxicomane avérée, s'est essayée a de nombreuses reprises aux cures de désintoxication. Par conséquent, même si elle affirma être sobre lors de la publication de son livre, son passé de toxicomane la rattrapa et interrogea sa crédibilité et ses motifs ; les avocats de la défense dans le procès d'O.J. Simpson ont même évoqué l'hypothèse que Nicole Brown Simpson et Ronald Goldman aient été assassinés par des trafiquants de drogues à qui Faye Resnick devait de l'argent,.

### Amitié avec Nicole Brown Simpson
Faye Resnick et Nicole Brown Simpson se sont rencontrées en 1990. Elles se fréquentèrent lors de mondanités à Brentwood, Los Angeles et partirent même en vacances ensemble au Mexique,.
Faye Resnick résida quelques jours dans l'appartement de son amie Nicole avant d'entrer en cure de désintoxication, quatre jours avant le meurtre de Nicole et de son ami serveur Ronald Goldman,. Comme le rapporte Paul Resnick, Nicole et quelques autres amis de Faye organisèrent une sérieuse discussion avec elle pour la persuader de s'inscrire au centre de désintoxication Exodes Recovery Center situé à Marina Del Rey en Californie.

## Apparitions médiatiques
Resnick a posé nue pour le magazine Playboy en mars 1997, apparaissant en couverture et à l'intérieur de l'édition américaine, et a accordé plusieurs interviews à ce sujet.
Elle est également apparue dans plusieurs épisodes de Real Housewives de Beverly Hills comme amie de l'actrice et tante de Paris Hilton, Kyle Richards.
Elle fit également une apparition dans le premier épisode de la saison 10 de L'Incroyable famille Kardashian puis dans l'épisode 6 de la même saison, en tant qu'invitée lors de la soirée d'anniversaire de son amie Kris Jenner à Las Vegas. Elle fait une également une apparition dans l'épisode 8 de la saison 11 de la même série.
Enfin, son rôle est interprété par Connie Britton dans la série American Crime Story : The People v. O. J. Simpson, basée sur le procès d'O.J. Simpson.